# Płatki na wietrze (film)
Płatki na wietrze (ang. Petals on the Wind) – amerykański dramat z 2014 roku w reżyserii Karen Moncrieff, powstały na podstawie powieści pod tym samym tytułem z 1980 roku autorstwa V.C. Andrews. Wyprodukowany przez wytwórnię Lifetime Pictures. Kontynuacja filmu Kwiaty na poddaszu z 2014 roku.

## Opis fabuły
Mija dziesięć lat od wydarzeń z Foxworth Hall. Cathy (Rose McIver), Chris i Carrie układają sobie życie, dzięki wsparciu adoptowanego ojca Paula Sheffielda. Cathy została tancerką, Chris kończy medycynę, a Carrie chodzi do prestiżowej szkoły. Wydaje się, że cała trójka odcięła się od przeszłości, choć od czasu do czasu daje ona znać o sobie. Również w domu ich dziadków następują zmiany. Po wylewie Olivii (Ellen Burstyn) posiadłością zarządza Corrine (Heather Graham).

## Obsada
- Heather Graham jako Corrine Winslow
- Ellen Burstyn jako Olivia Foxworth
- Rose McIver jako Cathy Dollanganger
- Wyatt Nash jako Christopher Dollanganger Jr.
- Bailey De Young jako Carrie Dollanganger
- Ellia English jako Henny
- Nick Searcy jako doktor Reeves
- Whitney Hoy jako Sarah Reeves
- Dylan Bruce jako Bart Winslow
- Will Kemp jako Julian Marquet
- Helen Nasilski jako Marisha Marquet

## Odbiór

### Krytyka
Film Płatki na wietrze spotkał się z pozytywną reakcją krytyków. Na portalu Metacritic średnia ocen z 4 recenzji wyniosła 64 punkty na 100.

### Nagrody i nominacje
| Rok  | Miejsce           | Nagroda      | Kategoria                                                      | Odbiorcy i nominowani | Wynik     |
| ---- | ----------------- | ------------ | -------------------------------------------------------------- | --------------------- | --------- |
| 2015 | Złote Szpule 2015 | Złota Szpula | Najlepszy montaż dźwięku w pełnometrażowym filmie telewizyjnym | Dialogi i ADR         | nominacja |